# ماسان

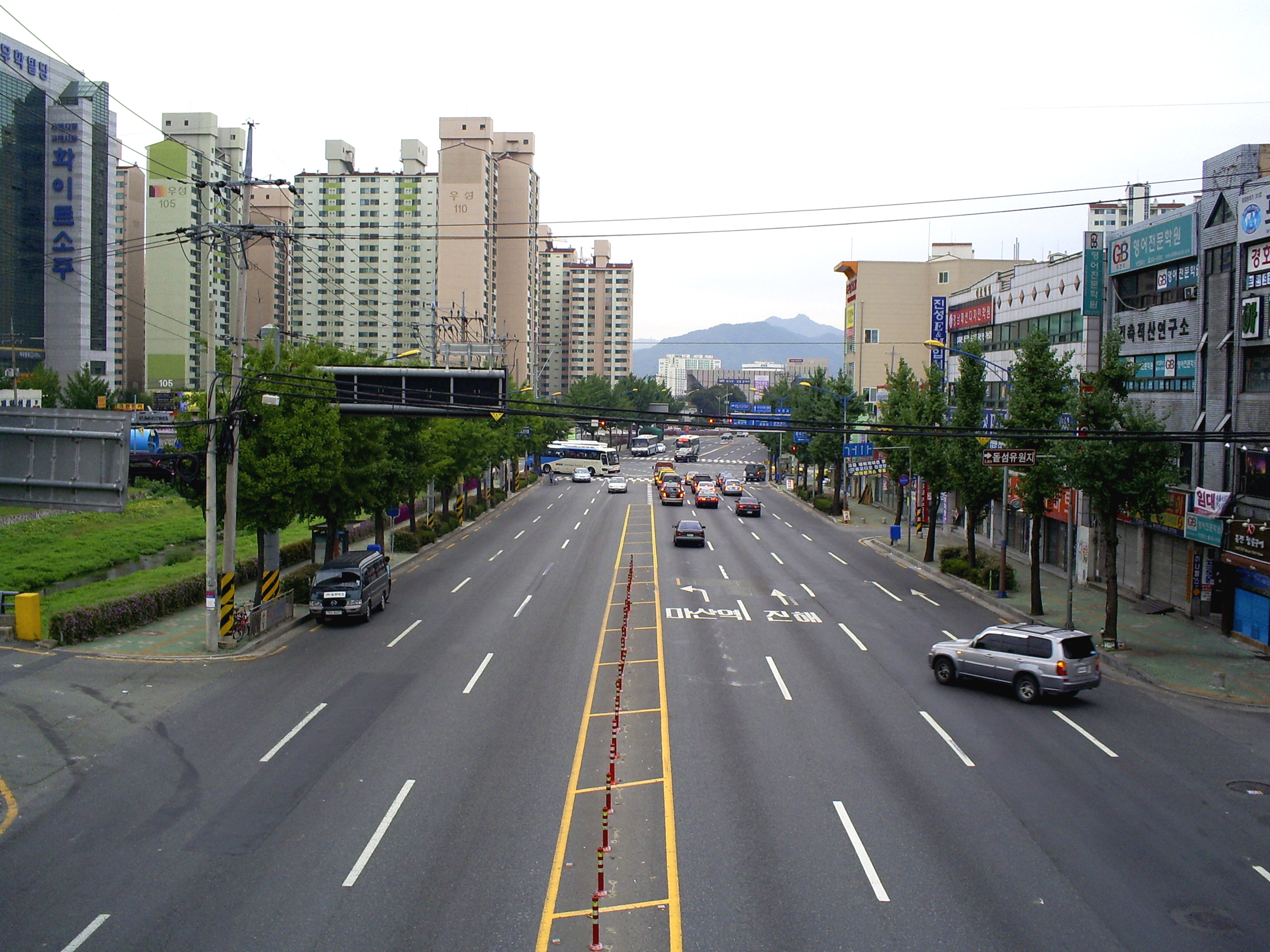
شهر ماسان ، کره جنوبی

شهر ماسان (به کره‌ای: 마산) (به انگلیسی: Masan) با جمعیت ۴۲۸٫۰۶۹ نفر در ایالت جئونسانگنام-دو در کشور کره‌جنوبی واقع شده‌است.